# Prima Divisione Veneto 1949-1950
La Prima Divisione fu il massimo campionato regionale di calcio disputato in Veneto nella stagione 1949-1950.

Ebbe 74 squadre partecipanti.

## Girone A

### Squadre partecipanti
| Squadra                       | Città (provincia)                  | Stagione precedente |
| ----------------------------- | ---------------------------------- | ------------------- |
| A.C. Alba Borgo Roma          | Verona                             |                     |
| G.S. Ambrosiana               | Sant'Ambrogio di Valpolicella (VR) |                     |
| A.S. Aquila Valeggio          | Villafranca di Verona (VR)         |                     |
| A.C. Bentegodi                | Verona                             |                     |
| A.C. Cologna                  | Cologna Veneta (VR)                |                     |
| A.C. Domegliara               | Domegliara (VR)                    |                     |
| U.S. Libertas                 | Caldiero (VR)                      |                     |
| A.S. Lonigo                   | Lonigo (VI)                        |                     |
| A.S. Minerbe                  | Minerbe (VR)                       |                     |
| A.C. Sambonifacese            | San Bonifacio (VR)                 |                     |
| A.S. San Giovanni Lupatoto    | San Giovanni Lupatoto (VR)         |                     |
| A.C. San Martino Buon Albergo | San Martino Buon Albergo (VR)      |                     |
| A.C. San Zeno                 | Verona                             |                     |
| A.C. Scaligera                | Isola della Scala (VR)             |                     |
| A.S. Virtus                   | Bussolengo (VR)                    |                     |
| A.C. Zevio                    | Zevio (VR)                         |                     |

### Classifica finale
|  | Pos. | Squadra                  | Pt | G  | V  | N  | P  | GF | GS  | DR  |
|  | ---- | ------------------------ | -- | -- | -- | -- | -- | -- | --- | --- |
|  | 1.   | Zevio                    | 44 | 30 | 19 | 6  | 5  | 84 | 30  | +54 |
|  | 2.   | San Giovanni Lupatoto    | 41 | 30 | 18 | 5  | 7  | 63 | 40  | +23 |
|  | 3.   | Libertas Caldiero        | 36 | 30 | 15 | 6  | 9  | 59 | 49  | +10 |
|  | 4.   | Aquila Valeggio          | 35 | 30 | 17 | 1  | 12 | 83 | 57  | +26 |
|  | 4.   | Bentegodi Verona         | 35 | 30 | 15 | 5  | 10 | 59 | 41  | +18 |
|  | 6.   | San Martino Buon Albergo | 33 | 30 | 13 | 7  | 10 | 69 | 58  | +11 |
|  | 6.   | Domegliara               | 33 | 30 | 16 | 1  | 13 | 56 | 46  | +10 |
|  | 8.   | Ambrosiana               | 32 | 30 | 13 | 6  | 11 | 57 | 43  | +14 |
|  | 9.   | Minerbe                  | 28 | 30 | 12 | 4  | 14 | 53 | 51  | +2  |
|  | 10.  | Virtus                   | 26 | 30 | 11 | 4  | 15 | 50 | 67  | -17 |
|  | 10.  | Lonigo                   | 26 | 30 | 10 | 6  | 14 | 57 | 62  | -5  |
|  | 12.  | Alba Borgo Roma          | 25 | 30 | 7  | 11 | 12 | 48 | 66  | -18 |
|  | 13.  | San Zeno                 | 24 | 30 | 9  | 6  | 15 | 46 | 67  | -21 |
|  | 14.  | Cologna Veneta           | 22 | 30 | 9  | 4  | 17 | 45 | 77  | -32 |
|  | 15.  | Scaligera                | 21 | 30 | 8  | 5  | 17 | 51 | 100 | -42 |
|  | 16.  | Sambonifacese            | 19 | 30 | 8  | 3  | 19 | 58 | 75  | -17 |

Legenda:

      Promosso in Promozione 1950-1951.
      Retrocesso in Seconda Divisione.
Regolamento:
Due punti a vittoria, uno a pareggio, zero a sconfitta.

## Girone B

### Squadre partecipanti
| Squadra                        | Città (provincia)          | Stagione precedente |
| ------------------------------ | -------------------------- | ------------------- |
| A.C. Belluno                   | Belluno                    |                     |
| U.S. Cittadellese              | Cittadella (PD)            |                     |
| A.C. Crocetta                  | Crocetta del Montello (TV) |                     |
| G.S. Dop. Ferrovieri Baldrocco | Treviso                    |                     |
| Gladium                        | Pieve di Soligo (TV)       |                     |
| A.C. Montebelluna              | Montebelluna (TV)          |                     |
| A.S. Montello                  | Volpago del Montello (TV)  |                     |
| U.S. Petrarca                  | Padova                     |                     |
| Portello                       | Padova                     |                     |
| U.S. Pravato                   | Paese (TV)                 |                     |
| U.S. Silea                     | Silea (TV)                 |                     |
| C.S. Spresiano                 | Spresiano (TV)             |                     |
| Torcitura                      | Vittorio Veneto (TV)       |                     |
| U.S.Virtus Bassanello          | Padova                     |                     |

### Classifica finale
|  | Pos. | Squadra              | Pt | G  | V | N | P  | GF | GS | DR |
|  | ---- | -------------------- | -- | -- | - | - | -- | -- | -- | -- |
|  | 1.   | Belluno              | 43 | 26 |   |   |    |    |    |    |
|  | 2.   | Petrarca             | 40 | 26 |   |   |    |    |    |    |
|  | 3.   | Torcitura            | 38 | 26 |   |   |    |    |    |    |
|  | 4.   | Cittadellese         | 35 | 26 |   |   |    |    |    |    |
|  | 5.   | Crocetta             | 28 | 26 |   |   |    |    |    |    |
|  | 6.   | Gladium              | 27 | 26 |   |   |    |    |    |    |
|  | 7.   | Portello             | 26 | 26 |   |   |    |    |    |    |
|  | 8.   | Spresiano            | 26 | 26 |   |   |    |    |    |    |
|  | 9.   | Montebelluna         | 22 | 26 | 9 | 5 | 12 | 47 | 52 | -5 |
|  | 10.  | Virtus Bassanello    | 21 | 26 |   |   |    |    |    |    |
|  | 11.  | Pravato              | 19 | 26 |   |   |    |    |    |    |
|  | 12.  | Silea (-1)           | 18 | 26 |   |   |    |    |    |    |
|  | 13.  | Ferrovieri Baldrocco | 12 | 26 |   |   |    |    |    |    |
|  | 14.  | Montello             | 8  | 26 |   |   |    |    |    |    |

Legenda:

      Promosso in Promozione 1950-1951.
      Retrocesso in Seconda Divisione.
Regolamento:
Due punti a vittoria, uno a pareggio, zero a sconfitta.
Note:
Silea ha scontato 1 punto di penalizzazione in classifica per una rinuncia.

## Girone C

### Squadre partecipanti
| Squadra                     | Città (provincia)      | Stagione precedente |
| --------------------------- | ---------------------- | ------------------- |
| A.C. Alba                   | Rosolina (RO)          |                     |
| U.S. Angelo Milani          | Taglio di Po (RO)      |                     |
| A.C. Clodia                 | Chioggia (VE)          |                     |
| A.C. Conselve               | Conselve (PD)          |                     |
| A.C. Conti                  | Cavarzere (VE)         |                     |
| A.C. Donadese               | Donada (RO)            |                     |
| G.S. Galileo A.C. Battaglia | Battaglia Terme (PD)   |                     |
| A.C. Giovane Italia         | Polesella (RO)         |                     |
| Hellas Este                 | Este (PD)              |                     |
| A.S. Monselice              | Monselice (PD)         |                     |
| A.C. Montagnana             | Montagnana (PD)        |                     |
| S.P. Nova Gens              | Noventa Vicentina (VI) |                     |
| A.S. Piovese                | Piove di Sacco (PD)    |                     |
| A.C. Umberto Maddalena      | Bottrighe (RO)         |                     |

### Classifica finale
|  | Pos. | Squadra           | Pt | G  | V  | N | P  | GF | GS | DR  |
|  | ---- | ----------------- | -- | -- | -- | - | -- | -- | -- | --- |
|  | 1.   | Conti             | 41 | 26 | 18 | 5 | 3  | 69 | 23 | +46 |
|  | 2.   | Clodia            | 35 | 26 | 13 | 9 | 4  | 48 | 26 | +22 |
|  | 3.   | Hellas Este       | 35 | 26 | 16 | 3 | 7  | 60 | 40 | +20 |
|  | 4.   | Angelo Milani     | 31 | 26 | 14 | 3 | 9  | 58 | 41 | +17 |
|  | 5.   | Nova Gens         | 30 | 26 | 11 | 8 | 7  | 47 | 38 | +9  |
|  | 6.   | Umberto Maddalena | 30 | 26 | 13 | 4 | 9  | 63 | 50 | +13 |
|  | 7.   | Montagnana        | 27 | 26 | 11 | 5 | 10 | 57 | 55 | +2  |
|  | 8.   | Donadese          | 27 | 26 | 12 | 3 | 11 | 57 | 57 | 0   |
|  | 9.   | Piovese           | 26 | 26 | 9  | 8 | 9  | 52 | 46 | +6  |
|  | 10.  | Conselve          | 22 | 26 | 9  | 4 | 13 | 46 | 55 | -9  |
|  | 11.  | Giovane Italia    | 22 | 26 | 8  | 6 | 12 | 39 | 60 | -21 |
|  | 12.  | Monselice         | 13 | 26 | 5  | 3 | 18 | 37 | 63 | -26 |
|  | 13.  | Alba              | 13 | 26 | 5  | 3 | 18 | 38 | 71 | -33 |
|  | 14.  | Galileo Battaglia | 12 | 26 | 5  | 2 | 19 | 29 | 75 | -46 |

Legenda:

      Promosso in Promozione 1950-1951.
      Retrocesso in Seconda Divisione.
Regolamento:
Due punti a vittoria, uno a pareggio, zero a sconfitta.

## Girone D

### Squadre partecipanti
| Squadra                  | Città (provincia)         | Stagione precedente |
| ------------------------ | ------------------------- | ------------------- |
| S.S. Acciaieria Valbruna | Vicenza                   |                     |
| A.C. Arsiero             | Arsiero (VI)              |                     |
| U.S. Azzurra             | Sandrigo (VI)             |                     |
| A.C. Benvenuto Ronzani   | Caldogno (VI)             |                     |
| A.S. Breganze            | Breganze (VI)             |                     |
| Carte Burgo Sez.Sportiva | Lugo di Vicenza (VI)      |                     |
| U.S. Ceccato             | Montecchio Maggiore (VI)  |                     |
| A.C. Concordia           | Schio (VI)                |                     |
| A.C. Dueville            | Dueville (VI)             |                     |
| U.S. Filatura Maglio     | Maglio di Sopra (VI)      |                     |
| Fulgor Malo              | Malo (VI)                 |                     |
| Lanerossi                | Piovene Rocchette (VI)    |                     |
| U.S. Malo                | Malo (VI)                 |                     |
| U.S. Marosticense        | Marostica (VI)            |                     |
| U.S. Montebello          | Montebello Vicentino (VI) |                     |
| U.S. Virtus              | Valdagno (VI)             |                     |

### Classifica finale
|  | Pos. | Squadra             | Pt | G  | V | N | P | GF | GS | DR |
|  | ---- | ------------------- | -- | -- | - | - | - | -- | -- | -- |
|  | 1.   | Acciaieria Valbruna | 46 | 30 |   |   |   |    |    |    |
|  | 2.   | Filatura Maglio     | 46 | 30 |   |   |   |    |    |    |
|  | 3.   | Montebello          | 40 | 30 |   |   |   |    |    |    |
|  | 4.   | Carte Burgo         | 39 | 30 |   |   |   |    |    |    |
|  | 5.   | Ceccato             | 36 | 30 |   |   |   |    |    |    |
|  | 6.   | Benvenuto Ronzani   | 36 | 30 |   |   |   |    |    |    |
|  | 7.   | Malo                | 36 | 30 |   |   |   |    |    |    |
|  | 8.   | Azzurra Sandrigo    | 33 | 30 |   |   |   |    |    |    |
|  | 9.   | Virtus              | 30 | 30 |   |   |   |    |    |    |
|  | 10.  | Lanerossi           | 25 | 30 |   |   |   |    |    |    |
|  | 11.  | Dueville            | 24 | 30 |   |   |   |    |    |    |
|  | 12.  | Arsiero             | 22 | 30 |   |   |   |    |    |    |
|  | 13.  | Fulgor Malo         | 22 | 30 |   |   |   |    |    |    |
|  | 14.  | Breganze            | 20 | 30 |   |   |   |    |    |    |
|  | 15.  | Marosticense        | 15 | 30 |   |   |   |    |    |    |
|  | 16.  | Concordia           | 6  | 30 |   |   |   |    |    |    |

Legenda:

      Promosso in Promozione 1950-1951.
      Retrocesso in Seconda Divisione.
Regolamento:
Due punti a vittoria, uno a pareggio, zero a sconfitta.

## Girone E

### Squadre partecipanti
| Squadra             | Città (provincia)         | Stagione precedente |
| ------------------- | ------------------------- | ------------------- |
| C.R.A.L. Arsenale   | Venezia                   |                     |
| A.C. Cessalto       | Cessalto (TV)             |                     |
| U.S. Excelsior-Lido | Venezia                   |                     |
| A.C. Jesolo         | Jesolo (VE)               |                     |
| U.S. La Rondine     | Meolo (VE)                |                     |
| S.S. Libertas       | Ceggia (VE)               |                     |
| U.S. Maerne         | Maerne di Martellago (VE) |                     |
| A.C. Motta          | Motta di Livenza (TV)     |                     |
| U.S. Muranese       | Venezia                   |                     |
| A.C. Noventa        | Noventa di Piave (VE)     |                     |
| U.S. Opitergina     | Oderzo (TV)               |                     |
| A.S. Petronia       | Caorle (VE)               |                     |
| A.C. Pro Mogliano   | Mogliano Veneto (TV)      |                     |
| U.S. Virtus         | Noale (VE)                |                     |

### Classifica finale
|  | Pos. | Squadra           | Pt | G  | V | N | P | GF | GS | DR |
|  | ---- | ----------------- | -- | -- | - | - | - | -- | -- | -- |
|  | 1.   | C.R.A.L. Arsenale | 40 | 26 |   |   |   |    |    |    |
|  | 2.   | Jesolo            | 39 | 26 |   |   |   |    |    |    |
|  | 3.   | Opitergina        | 35 | 26 |   |   |   |    |    |    |
|  | 4.   | Petronia          | 34 | 26 |   |   |   |    |    |    |
|  | 5.   | Motta             | 30 | 26 |   |   |   |    |    |    |
|  | 6.   | Muranese          | 28 | 26 |   |   |   |    |    |    |
|  | 7.   | Libertas Ceggia   | 25 | 26 |   |   |   |    |    |    |
|  | 7.   | La Rondine        | 25 | 26 |   |   |   |    |    |    |
|  | 9.   | Noventa           | 23 | 26 |   |   |   |    |    |    |
|  | 9.   | Pro Mogliano      | 23 | 26 |   |   |   |    |    |    |
|  | 9.   | Maerne            | 23 | 26 |   |   |   |    |    |    |
|  | 9.   | Excelsior-Lido    | 23 | 26 |   |   |   |    |    |    |
|  | 13.  | Cessalto          | 9  | 26 |   |   |   |    |    |    |
|  | 14.  | Virtus            | 7  | 26 |   |   |   |    |    |    |

Legenda:

      Promosso in Promozione 1950-1951.
      Retrocesso in Seconda Divisione.
Regolamento:
Due punti a vittoria, uno a pareggio, zero a sconfitta.

## Finali regionali

### Turno Preliminare
| Squadra 1    | Totale | Squadra 2 | Andata | Ritorno |
| ------------ | ------ | --------- | ------ | ------- |
| A.C. Belluno | 2 - 4  | Zevio     | 1 - 1  | 1 - 3   |

### Semifinali
Le gare di andata si sono svolte il 8 giugno 1950, quelle di ritorno il 11 giugno.
| Squadra 1           | Totale | Squadra 2         | Andata | Ritorno |
| ------------------- | ------ | ----------------- | ------ | ------- |
| Conti Cavarzere     | 3 - 2  | C.R.A.L. Arsenale | 1 - 1  | 2 - 1   |
| Acciaieria Valbruna | 6 - 6  | Zevio             | 4 - 2  | 2 - 4   |

Legenda:

ACCIAIERIA VALBRUNA ammessa alla finale per sorteggio.

### Finali
La gara di andata si è svolta il 18 giugno 1950, quella di ritorno il 25 giugno.
| Squadra 1       | Totale | Squadra 2           | Andata | Ritorno |
| --------------- | ------ | ------------------- | ------ | ------- |
| Conti Cavarzere | 4 - 3  | Acciaieria Valbruna | 3 - 1  | 1 - 2   |

### Verdetti
- Conti Cavarzere campione regionale veneto di Prima Divisione.
- Zevio, Belluno. Conti Cavarzere, Valbruna Vicenza e Arsenale Venezia promosse in Promozione.

## Regolamento
In questa stagione a parità di punteggio non era prevista alcuna discriminante: le squadre a pari punti erano classificate a pari merito. In caso di assegnazione di un titolo sportivo (promozione o retrocessione) era previsto uno spareggio in campo neutro.
Le squadre che non hanno portato a termine il campionato non vanno considerate come classificate ma tolte dalla classifica (e questo significa senza posizione in classifica) azzerando tutti i risultati conseguiti fino al momento dell'esclusione o della rinuncia.